# Buck Jam Tonic
 (novembre 2023).
Si vous disposez d'ouvrages ou d'articles de référence ou si vous connaissez des sites web de qualité traitant du thème abordé ici, merci de compléter l'article en donnant les références utiles à sa vérifiabilité et en les liant à la section « Notes et références ».
Buck Jam Tonic est un album de musique improvisée par John Zorn, Bill Laswell & Tatsuya Nakamura (en) publié sur le label japonais Wilddisc en 2003. Le premier disque a été mixé à Tokyo et a fait l'objet d'une sortie en vinyle, le deuxième a été mixé à New York. 

## Titres
| No | Titre                | Durée |
| -- | -------------------- | ----- |
|    | Disque 1 : Tokyo mix |       |
| 1. | Old Dragon           | 4:53  |
| 2. | Lobo                 | 7:18  |
| 3. | Matagi               | 5:39  |
| 4. | Toccata for Coyote   | 10:20 |
| 5. | Nu                   | 4:53  |
|    | Disque 2 : NY mix    |       |
| 1. | Tzu                  | 23:29 |
| 2. | Second Sigh          | 28:37 |
| 3. | Panepha              | 15:39 |

## Personnel
- Bill Laswell - basse
- Tatsuya Nakamura - batterie
- John Zorn - saxophones alto et soprano